# Attentato a Francesco Giuseppe I d'Austria
L'attentato a Francesco Giuseppe I d'Austria fu commesso a Vienna il 18 febbraio 1853, ad opera del nazionalista ungherese János Libényi. L'imperatore sopravvisse.

## L'attentato
L'attentato all'allora giovane imperatore Francesco Giuseppe I d'Austria fu compiuto da János Libényi, un sarto operaio ungherese. Il giorno dell'attentato l'imperatore stava camminando sul bastione Kärntnertor a Vienna quando János Libényi gli si avventò contro dicendo "Lunga vita a Kossuth!" e conficcò un lungo coltello da cucina nel collo dell'imperatore. La ferita da taglio fu in gran parte attutita dal colletto dell'uniforme Ulana e la lama ferì solo la pelle del collo. Libényi fece per sferrare un altro colpo, ma fu bloccato dall'assistente dell'imperatore O'Donnell, che fece cadere a terra l'assassino ungherese. O'Donnell e Joseph von Ettenreich, un macellaio che si trovava nelle vicinanze, neutralizzarono Libényi. L'imperatore austriaco subì una ferita sotto la nuca e l'assassino fu colpito con una sciabola dall'assistente imperiale.
Subito dopo l'attentato, Francesco Giuseppe I sanguinava copiosamente; egli si recò nel vicino Albrechtspalais, da dove fu trasportato in carrozza e accompagnato dai medici all'Hofburg, dove il medico personale i curò la ferita.

## Conseguenze
Si temeva che l'attentato potesse scatenare una rivolta antiasburgica, per cui nella guarnigione militare viennese fu dichiarato lo stato di allerta, fu ordinata la chiusura delle porte della città e della stazione ferroviaria. Francesco Giuseppe I elevò il suo aiutante O'Donnell al grado di Reichsgraf (conte dell'impero) e il borghese Ettenreich al cavalierato. In ricordo di questo evento e come ringraziamento per la sopravvivenza dell'imperatore, si decise di costruire la Votivkirche sul luogo dell'attentato, una chiesa costruita con i fondi ricavati da una colletta organizzata dal fratello minore Massimiliano. La chiesa, la cui costruzione iniziò nel 1856, fu consacrata nel 1879.

### Processo
L'indagine dimostrò che Libényi prestò servizio nell'esercito rivoluzionario ungherese nel 1848-1849. Libényi confessò in tribunale che le sue ragioni erano politiche e che, come patriota ungherese, si stava vendicando della rivoluzione perduta. La corte non riuscì a ottenere da lui i nomi dei complici, questo perché non ne aveva. Sebbene siano stati rivelati diversi "presunti cospiratori", non è stato dimostrato che nessuno di loro fosse direttamente coinvolto nell'attentato. János Libényi fu condannato a morte e giustiziato per impiccagione otto giorni dopo, il 26 febbraio 1853, allo Spinnerin am Kreuz.

### Composizioni
Dopo il fallito attentato, Johann Strauss compose la Kaiser Franz Josef I, Rettungs-Jubel Marsch Op. 126 (Marcia di Giubilo per la salvezza dell'Imperatore Francesco Giuseppe I), nel cui trio fu incorporato l'inno imperiale austriaco.